# Trichosilia grisea
Trichosilia grisea là một loài bướm đêm trong họ Noctuidae.